# Gonomyia edwardsi
Gonomyia edwardsi là một loài ruồi trong họ Limoniidae. Chúng phân bố ở miền Cổ bắc.